# Lucas Ricoy
Lucas Ricoy Serrano (Madrid, 18 de enero de 2003) es un futbolista español que juega como delantero en el Burgos CF Promesas de la Segunda División RFEF.

## Trayectoria
Nacido en Madrid, Ricoy es un jugador formado en las categorías inferiores del FC Villanueva del Pardillo hasta 2012, cuando ingresó en la cantera del Real Madrid, donde estuvo cuatro temporadas. En 2016, ingresó en el Atlético de Madrid para jugar en categoría cadete.
En julio de 2022, tras finalizar su formación en el juvenil colchonero, Ricoy fichó por el Burgos CF y fue asignado a su equipo filial de Segunda Federación. El 3 de septiembre de 2022, hizo su debut en un empate 0-0 en casa contra el Marino de Luanco y marcó su primer gol el 25 de septiembre en un empate 1-1 en casa contra el Ourense CF.
El 8 de octubre de 2023, debuta con el primer equipo sustituyendo a Aitor Córdoba en la derrota fuera de casa por 2-1 en Segunda División de España ante el CD Tenerife. En la jornada 36 de liga, volvería a disponer de minutos frente al CD Mirandés.

## Clubes
| Club               | País   | Año             |
| ------------------ | ------ | --------------- |
| Burgos CF Promesas | España | 2022-Actualidad |
| Burgos CF          | España | 2023-Actualidad |